# Li'l Abner
Pour les articles homonymes, voir Li'l Abner (homonymie).
Li'l Abner est un comic strip américain satirique paraissant dans de nombreux journaux aux États-Unis et au Canada, mettant en vedette un clan fictif de hillbillies dans le village pauvre de Dogpatch, au Kentucky. Le strip doit son nom à son héros principal « Li'l » Abner Yokum.
Écrit et dessiné par Al Capp (1909 - 1979), Li'l Abner est paru de 1934 à 1977, lorsque Al Capp décida de prendre sa retraite. Lu quotidiennement par des millions de personnes, il a eu un impact culturel important par ses personnages et son humour.
Ce comic strip est l'éponyme d'un film sorti en 1940, puis d'une comédie musicale Li'l Abner (en) en 1956 et enfin d'un film de même nom (en) inspiré de la comédie musicale en 1959.

## Publication en français
La série Li'l Abner a été peu adaptée en français. Charlie mensuel l'a publiée, dès son premier numéro en 1969, publication suivie par un album aux Éditions du Square en 1971, dans la traduction de François Cavanna). Les éditions Futuropolis lui ont consacré un album dans leur collection « Copyright » dédiée aux classiques du comic strip américain en 1991.

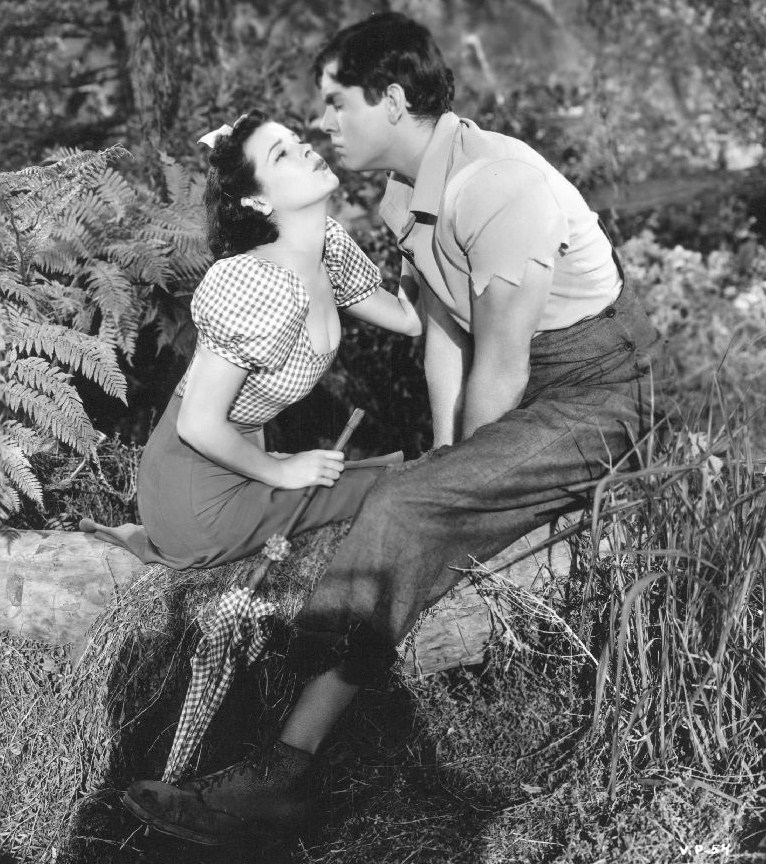
Billie Seward et Jeff York dans le film Li'l Abner (1940).